# Myrmecocystus melanoticus
Myrmecocystus melanoticus är en myrart som beskrevs av Wheeler 1914. Myrmecocystus melanoticus ingår i släktet Myrmecocystus och familjen myror. Inga underarter finns listade i Catalogue of Life.